# Lingchuan, Guilin
Linchuan är ett härad i Gulins stad på prefekturnivå i den autonoma regionen Guangxi i sydligaste Kina.